# Mirjana Marković
Mirjana Marković (selo Brežane kod Požarevca, 10. srpnja 1942. – Soči, Rusija, 14. travnja 2019.) bila je supruga bivšeg predsjednika Srbije i Savezne Republike Jugoslavije, Slobodana Miloševića. 
Bila je osnivatelj i predsjednik političke stranke pod nazivom Jugoslovenska levica (JUL), koju je osnovala 1994. godine. JUL je do listopada 2000. godine bio glavni koalicijski partner Miloševićevoj Socijalističkoj partiji Srbije na saveznom i republičkom nivou.
Preminula je 14. travnja 2019. u 76 godini života u Sočiju, Rusiji gdje je bila na liječenju.